# Heltermaa
Heltermaa (Duits: Helterma) is een plaats in de Estlandse gemeente Hiiumaa, provincie Hiiumaa. De plaats heeft de status van dorp (Estisch: küla).
De plaats behoorde tot in oktober 2017 tot de gemeente Pühalepa. In die maand ging Pühalepa op in de fusiegemeente Hiiumaa.

## Bevolking
De ontwikkeling van het aantal inwoners blijkt uit het volgende staatje:
| Jaar            | 2000 | 2011 | 2017 | 2019 | 2021 |
| --------------- | ---- | ---- | ---- | ---- | ---- |
| Aantal inwoners | 53   | 40   | 30   | 38   | 29   |

## Geografie
Heltermaa ligt aan de oostkust van het eiland Hiiumaa en is de belangrijkste havenplaats van het eiland. Vanaf Heltermaa wordt een veerdienst onderhouden met Rohuküla op het Estische vasteland. De secundaire weg Tugimaantee 80, van Heltermaa via Kärdla naar Luidja, begint bij de veerhaven.

## Geschiedenis
Heltermaa werd voor het eerst genoemd in 1620 onder de naam Heltermecky, een nederzetting op het landgoed Großenhof (Suuremõisa). Vanaf 1782 hoorde Heltermaa bij Soonlep (Soonlepa). De haven werd aangelegd in de tweede helft van de 19e eeuw op initiatief van de Duits-Baltische grootgrondbezitters op Hiiumaa. Al in de jaren zeventig van die eeuw onderhield het stoomschip Progress een veerdienst op Haapsalu.
Tot in 1977 werd met de naam Heltermaa alleen de haven bedoeld. Het latere dorp Heltermaa maakte deel uit van Aruküla. In 1977 werd Aruküla omgedoopt in Heltermaa. Pas in 1997 werd het dorp gesplitst in Heltermaa en Aruküla.

## Foto's

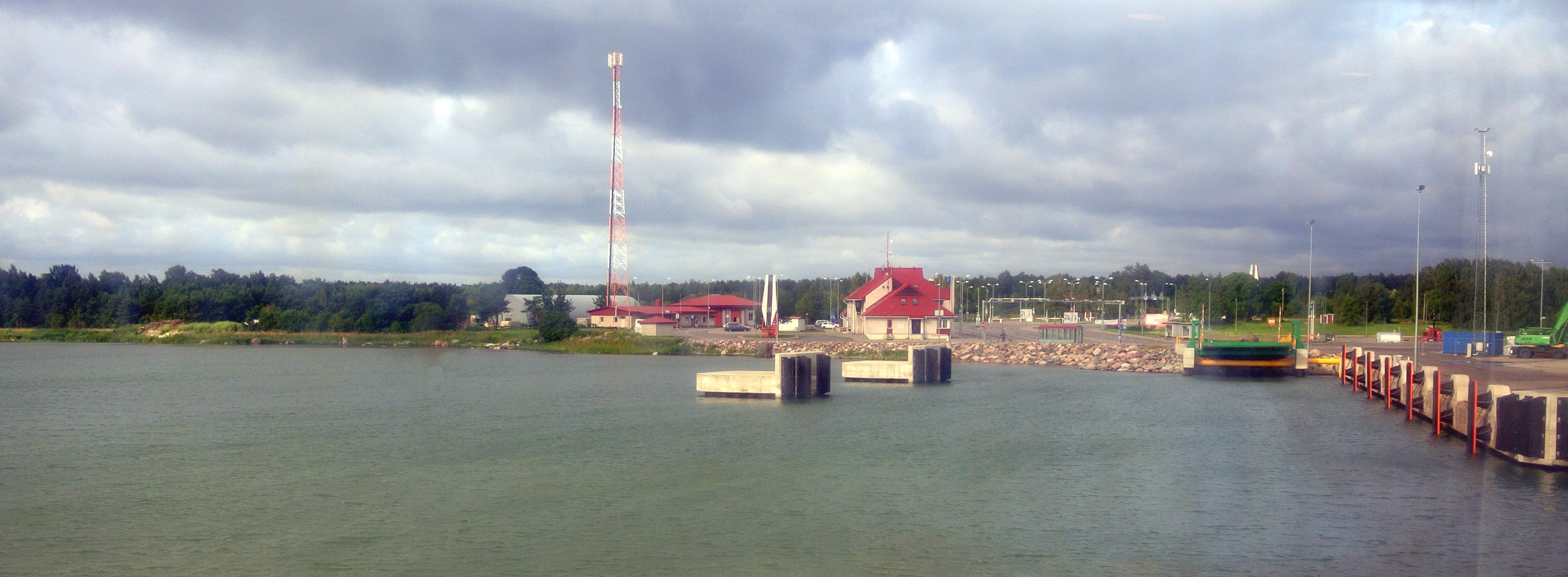
Overzichtsfoto van de haven
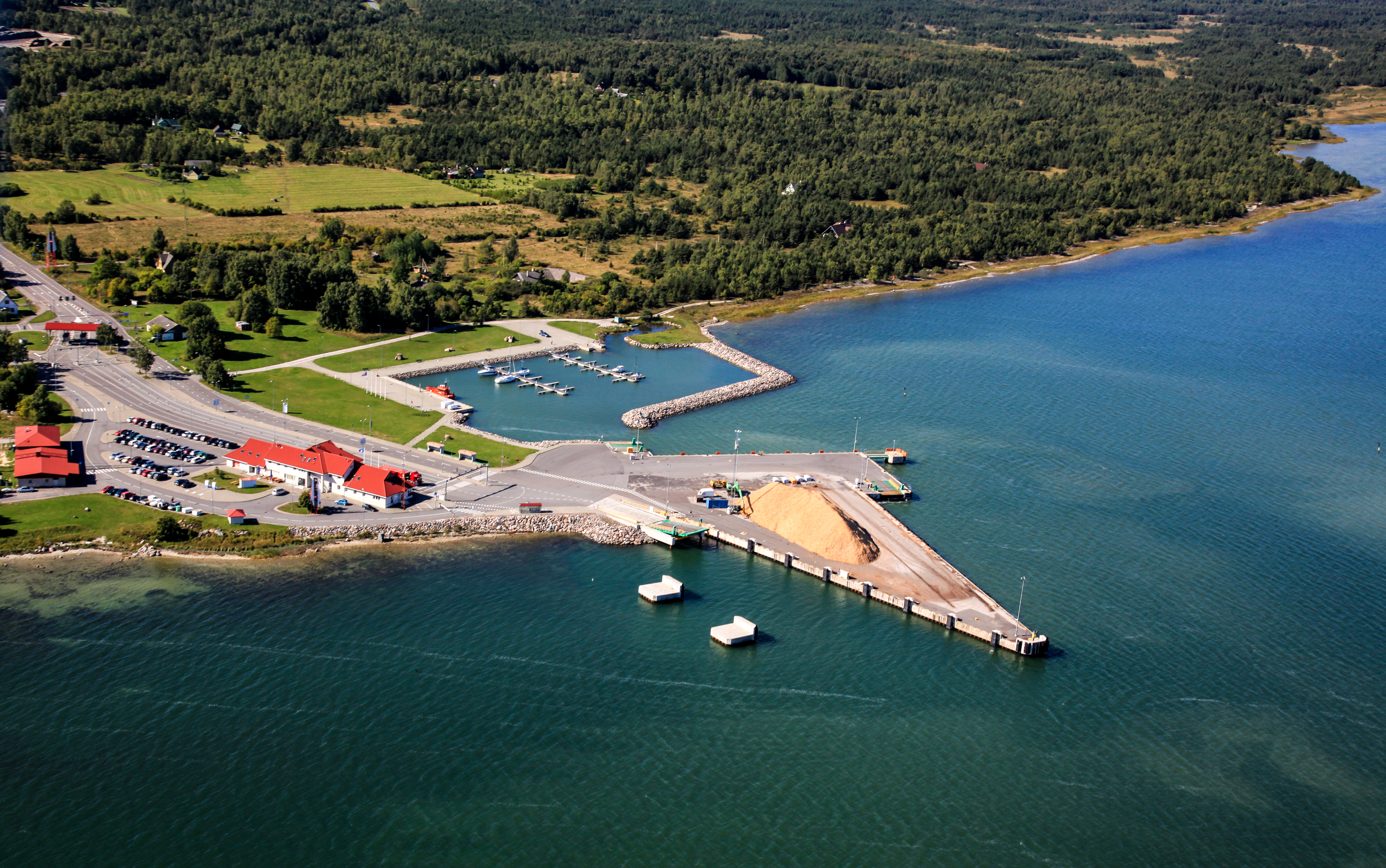
De haven vanuit de lucht
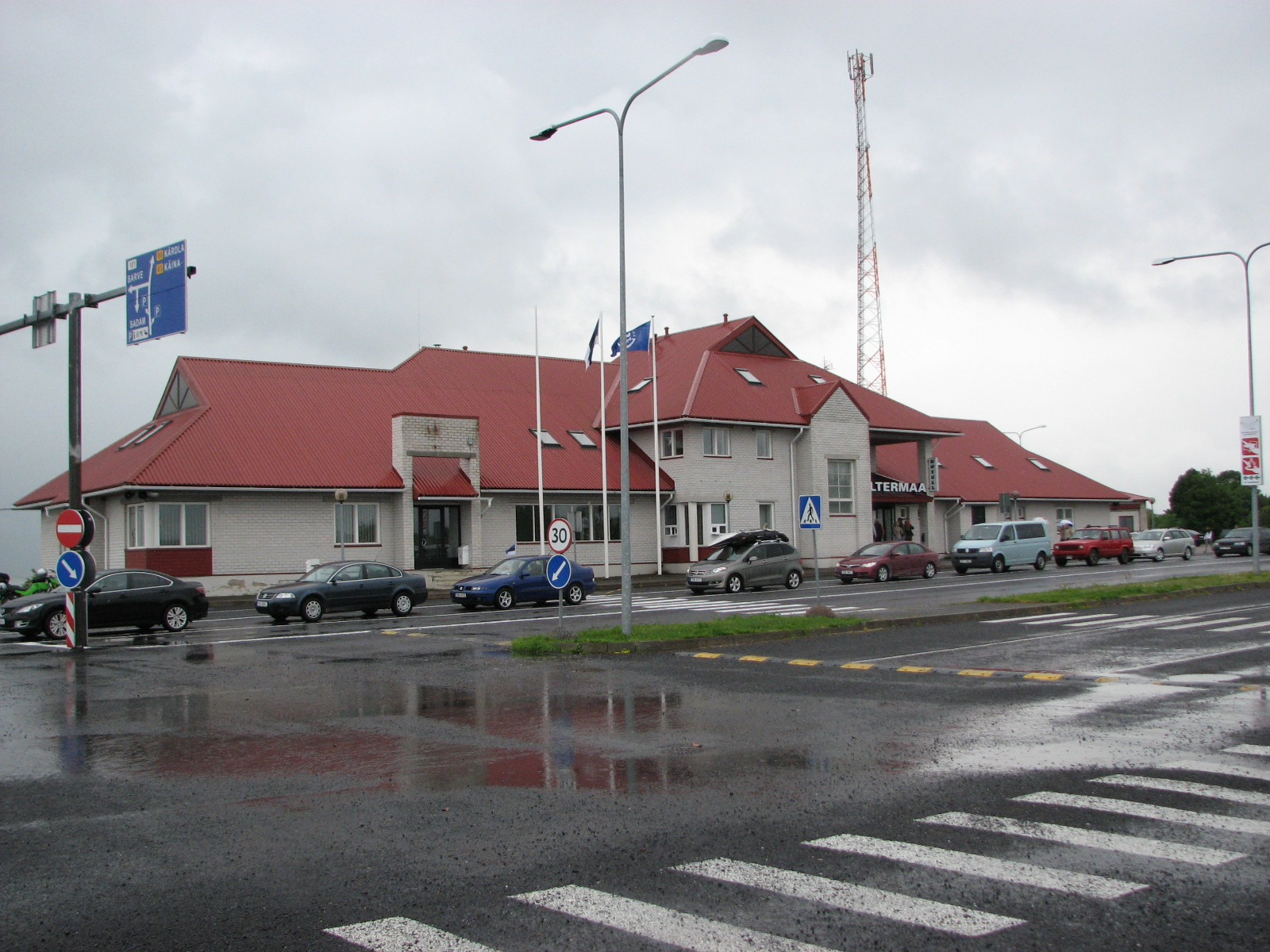
Het havenkantoor
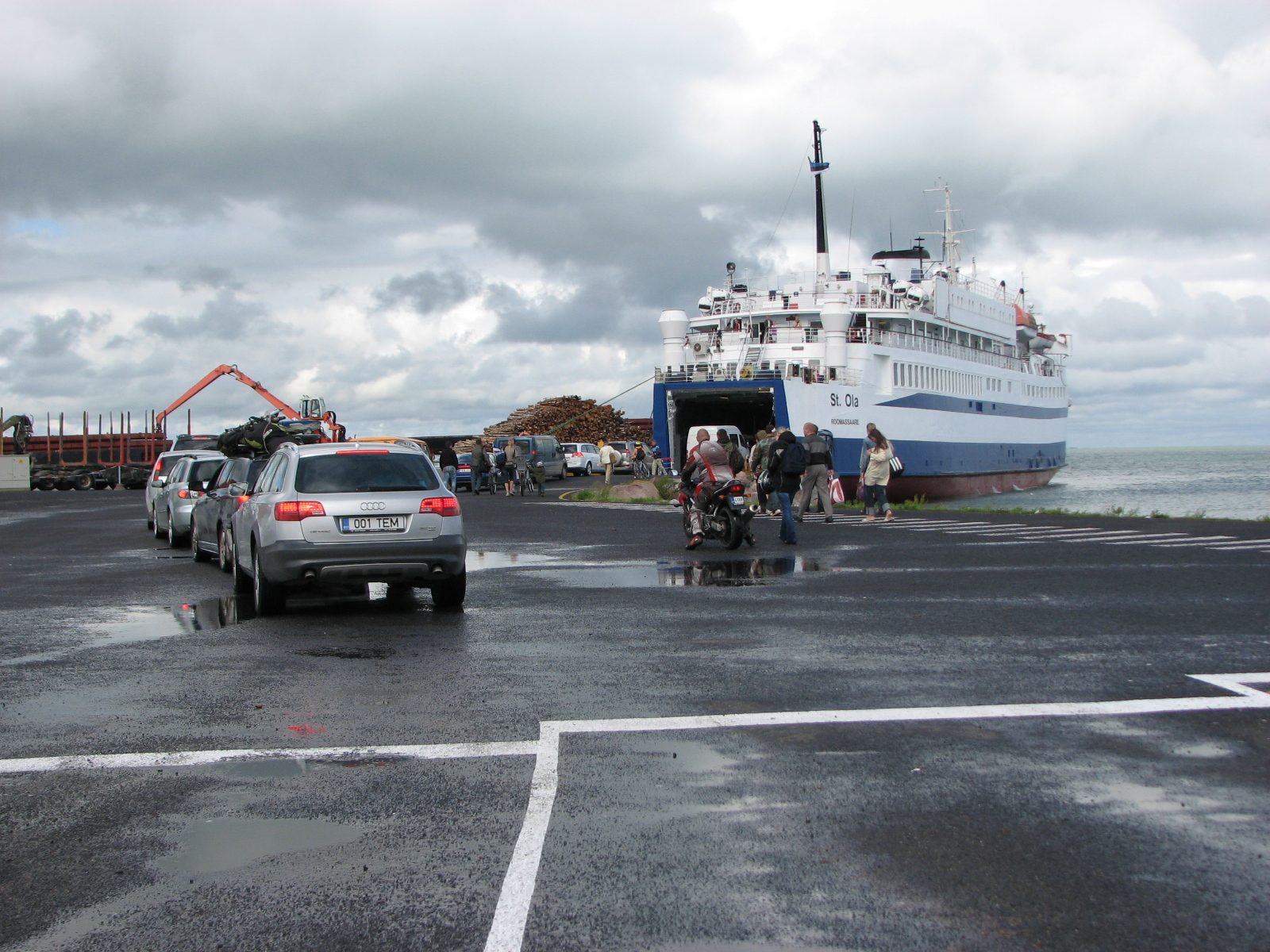
Veerboot
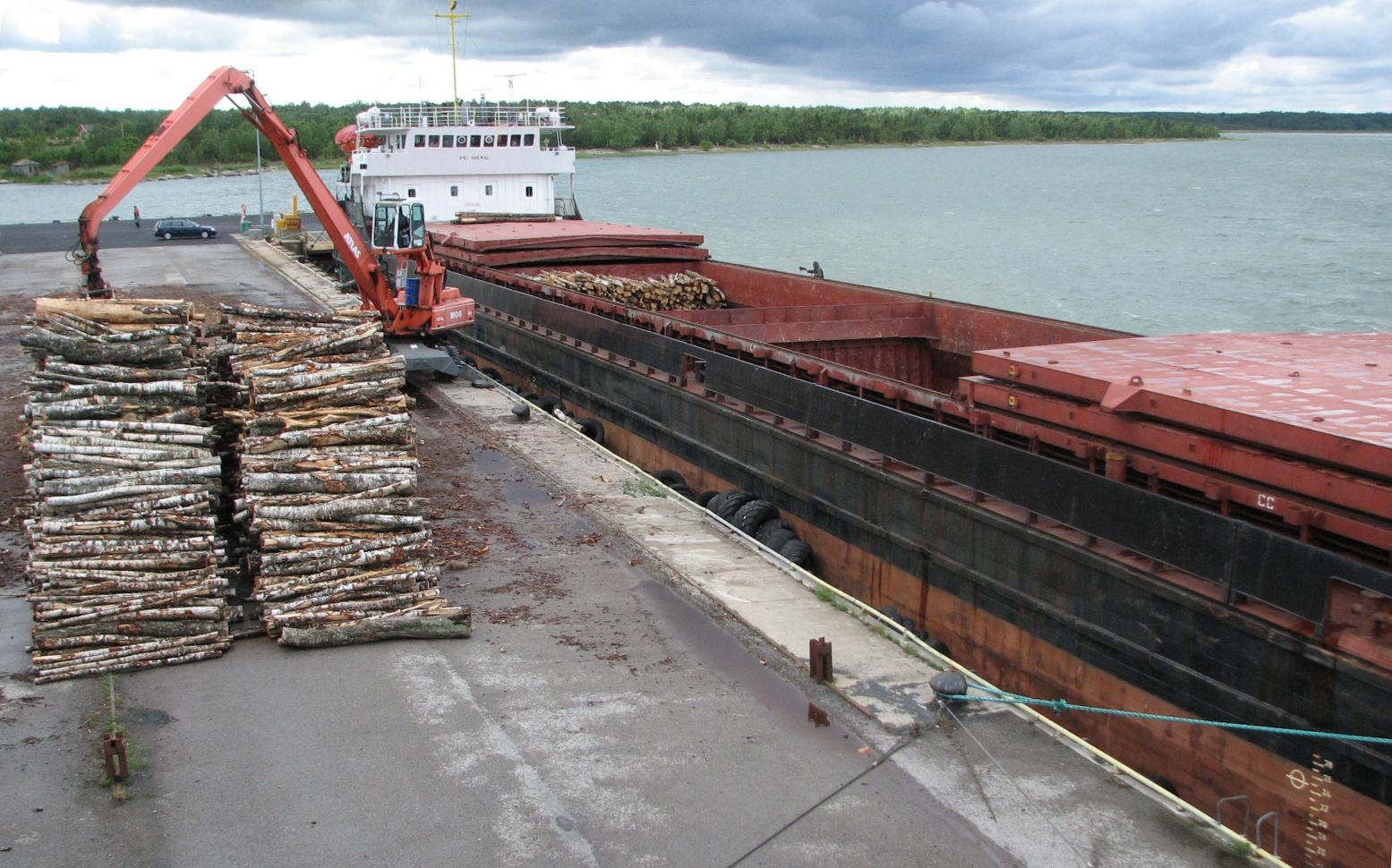
Vrachtschip
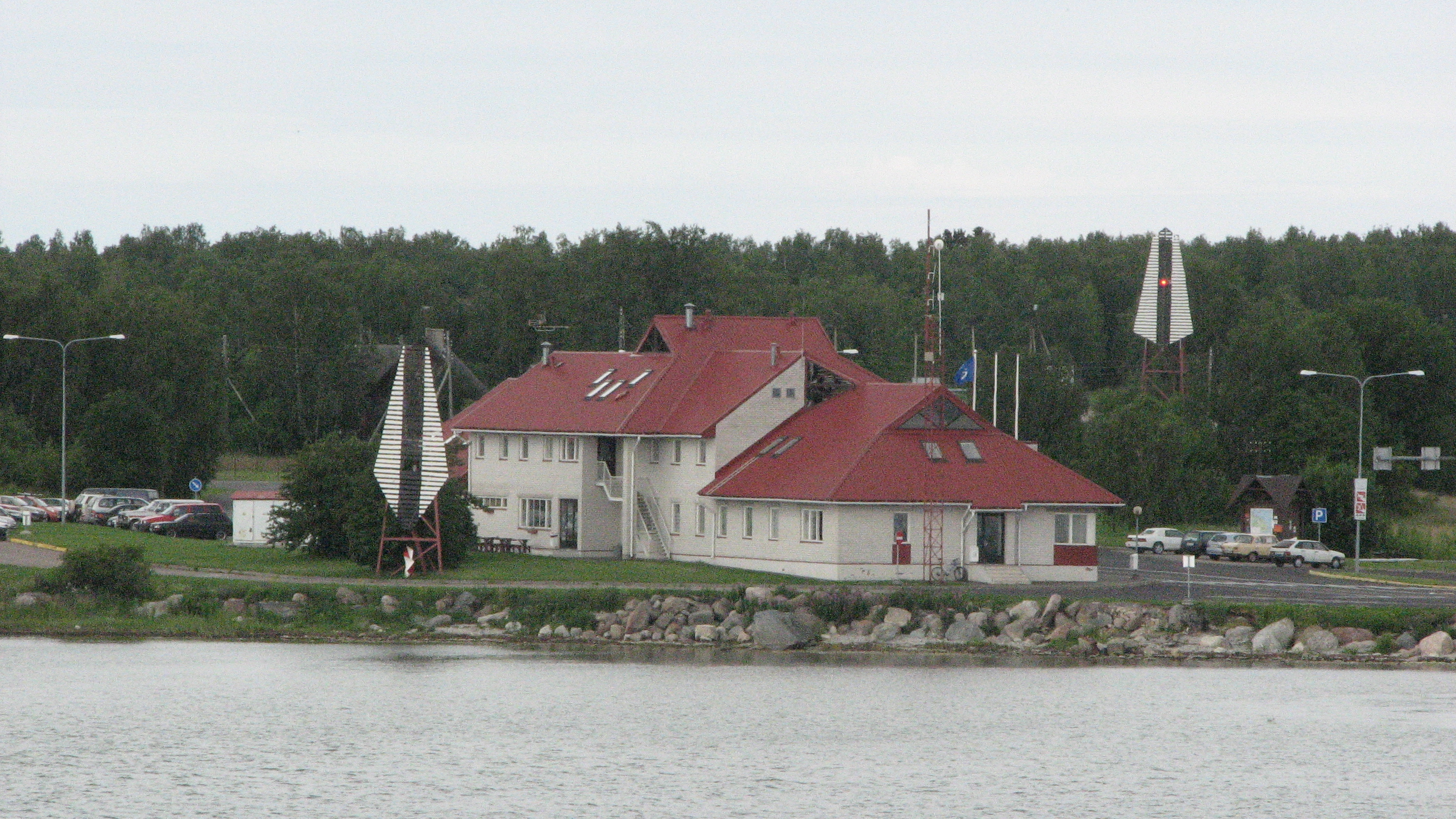
Lichtenlijn bij de haven